# Zentrum (Lipsia)
Il quartiere Zentrum (in Italiano: Centro) è uno dei 63 quartieri in cui Lipsia in Germania è stata divisa amministrativamente nel 1992. Il quartiere Zentrum comprende essenzialmente il centro storico di Lipsia.

## Posizione
I 63 quartieri di Lipsia (in tedesco: Ortsteil) sono distribuiti in dieci distretti cittadini (in tedesco: Stadtbezirk). Il quartiere Zentrum è situato al centro del distretto centrale (Stadtbezirk Mitte), che, ad eccezione di una deviazione più ampia a sud, corrisponde approssimativamente al territorio della città di Lipsia prima dell'incorporazione dei villaggi vicini. Il centro circoscrizionale è circondato dai quartieri centro-est, centro-sud-est, centro-sud, centro-ovest, centro-nordovest e centro-nord. Il confine del quartiere Zentrum costituisce il centro della strada nella circonvallazione interna della città. Ciò include Tröndlinring, Willy-Brandt-Platz, Georgiring, Augustusplatz, Roßplatz, Wilhelm-Leuschner-Platz, Martin-Luther-Ring, Dittrichring e Goerdelerring. Questa racchiude il centro storico, che anticamente era circondato dalla cinta muraria, e dal Promenadenring.

## Caratteristica
Il centro è principalmente un quartiere degli affari in cui predominano negozi al dettaglio e spazi per uffici. I passaggi e gallerie utilizzati per le ex fiere delle merci hanno dato origine ai passaggi tipici di Lipsia, che si trovano tutti nel centro. L'epoca delle Mustermesse (fiere di modellismo) iniziata nel 1895 portò alla riconversione di numerosi padiglioni espositivi.
L'obiettivo è creare un centro città con poche auto attraverso zone pedonali e altre misure. Poiché tutte le linee del tram di Lipsia toccano la circonvallazione interna della città, il quartiere Zentrum può essere facilmente raggiunto da tutte le parti della città. La stazione della S-Bahn della Germania Centrale sotto la piazza del mercato consente arrivi diretti anche da più lontano.

## Caratteristiche turistiche
- Municipio Vecchio,
- Municipio Nuovo,
- Chiesa di San Tommaso sul Thomaskirchhof con la statua di Johann Sebastian Bach
- Chiesa di San Nicola,
- Paulinum,
- Opera di Lipsia,
- Gewandhaus,
- City-Hochhaus,
- Grattacielo Kroch,
- Passaggio Mädler,
- Auerbachs Keller,
- Monumento a Richard Wagner
- Busto di Richard Wagner
- Moritzbastei.

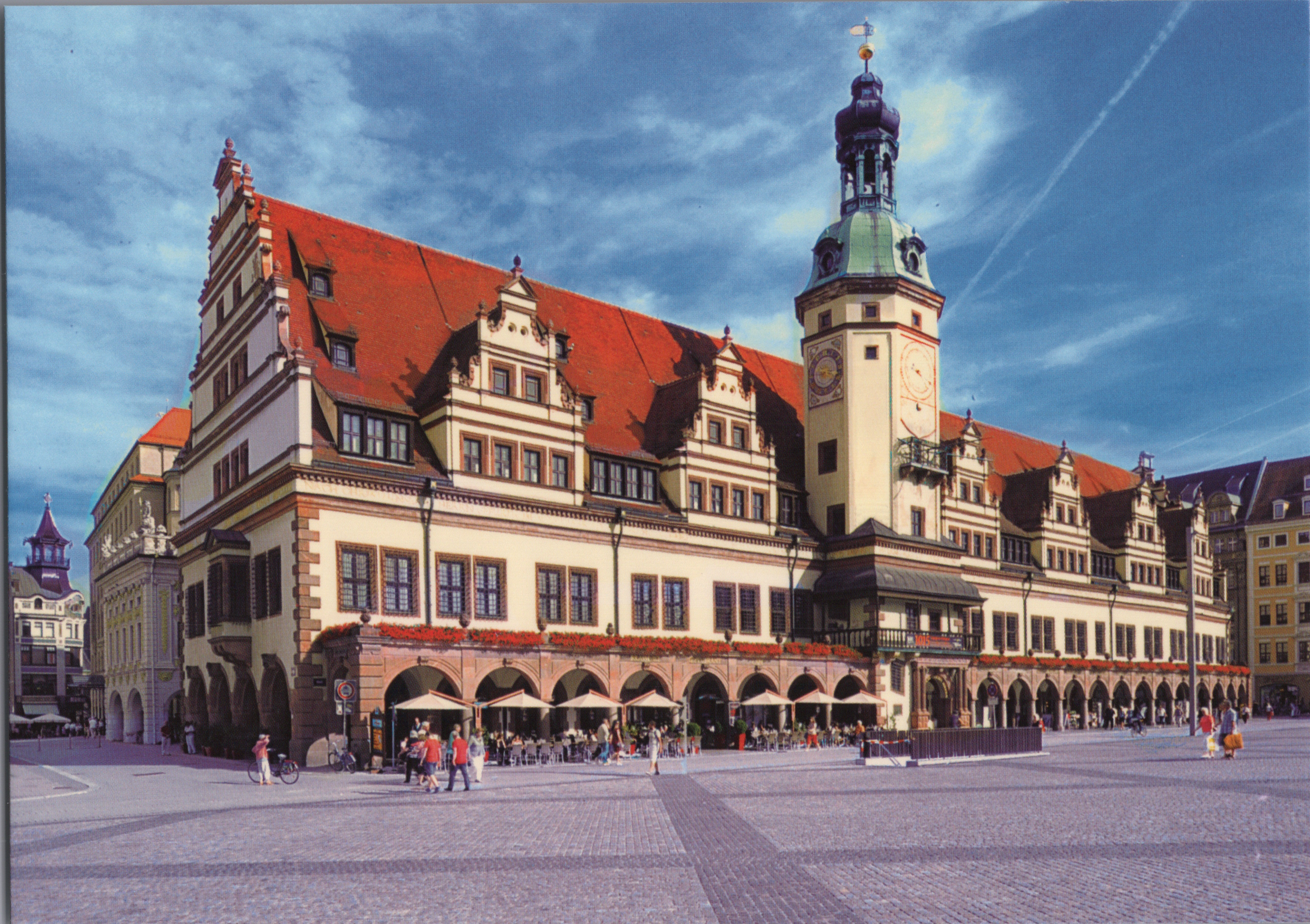
Municipio Vecchio (2016)
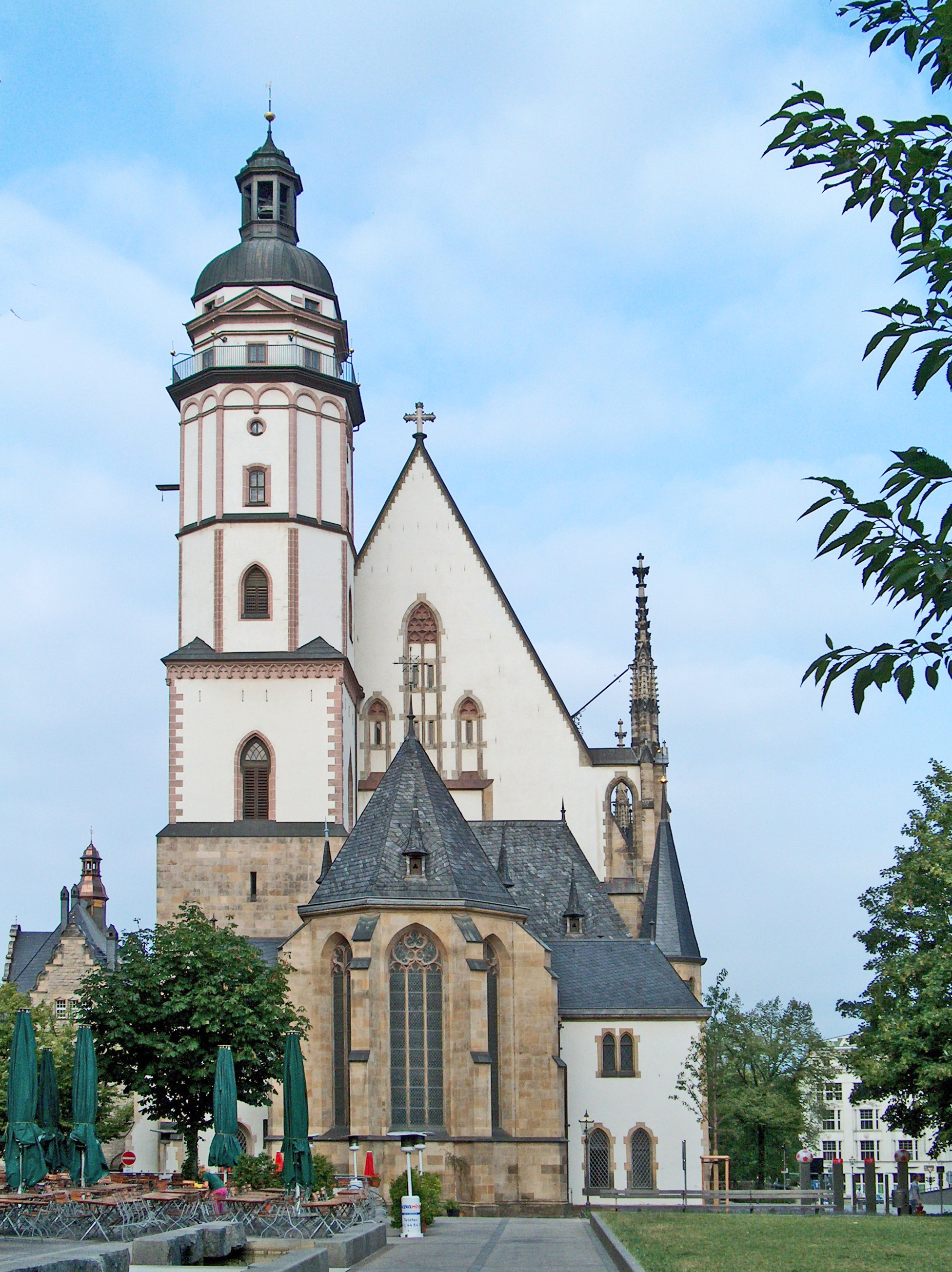
Chiesa di San Tommaso (2006)
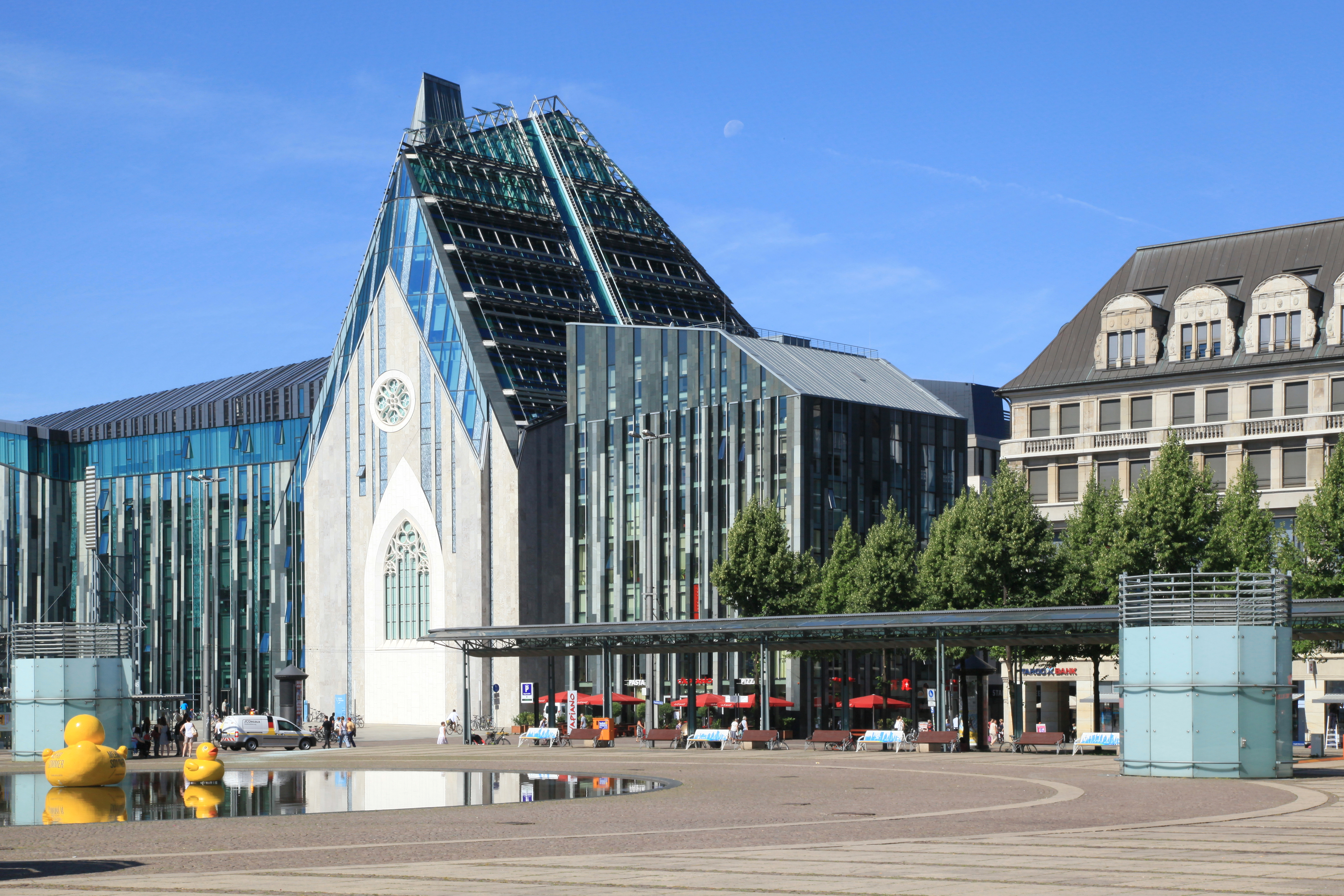
Paulinum (2016)
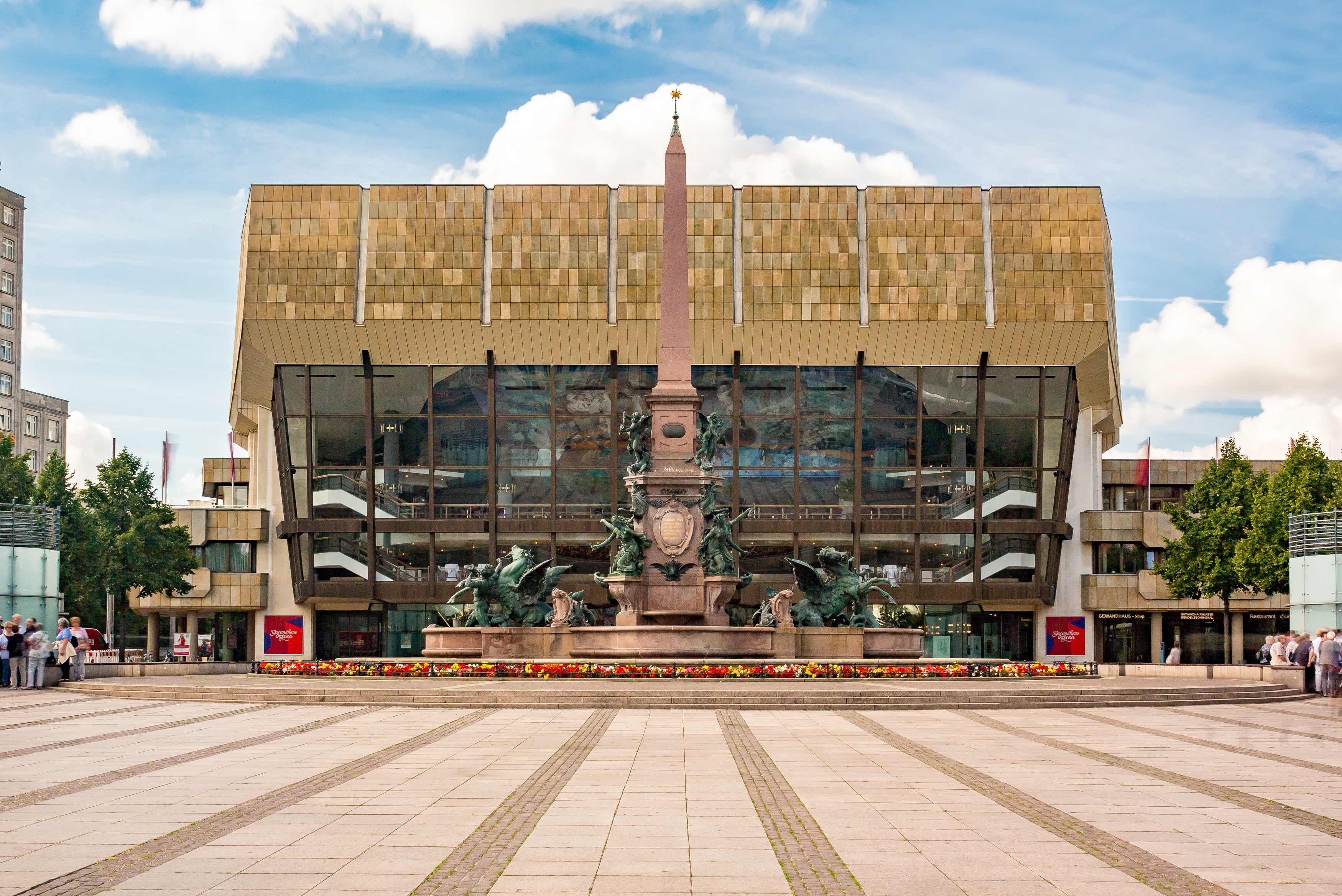
Gewandhaus (2016)
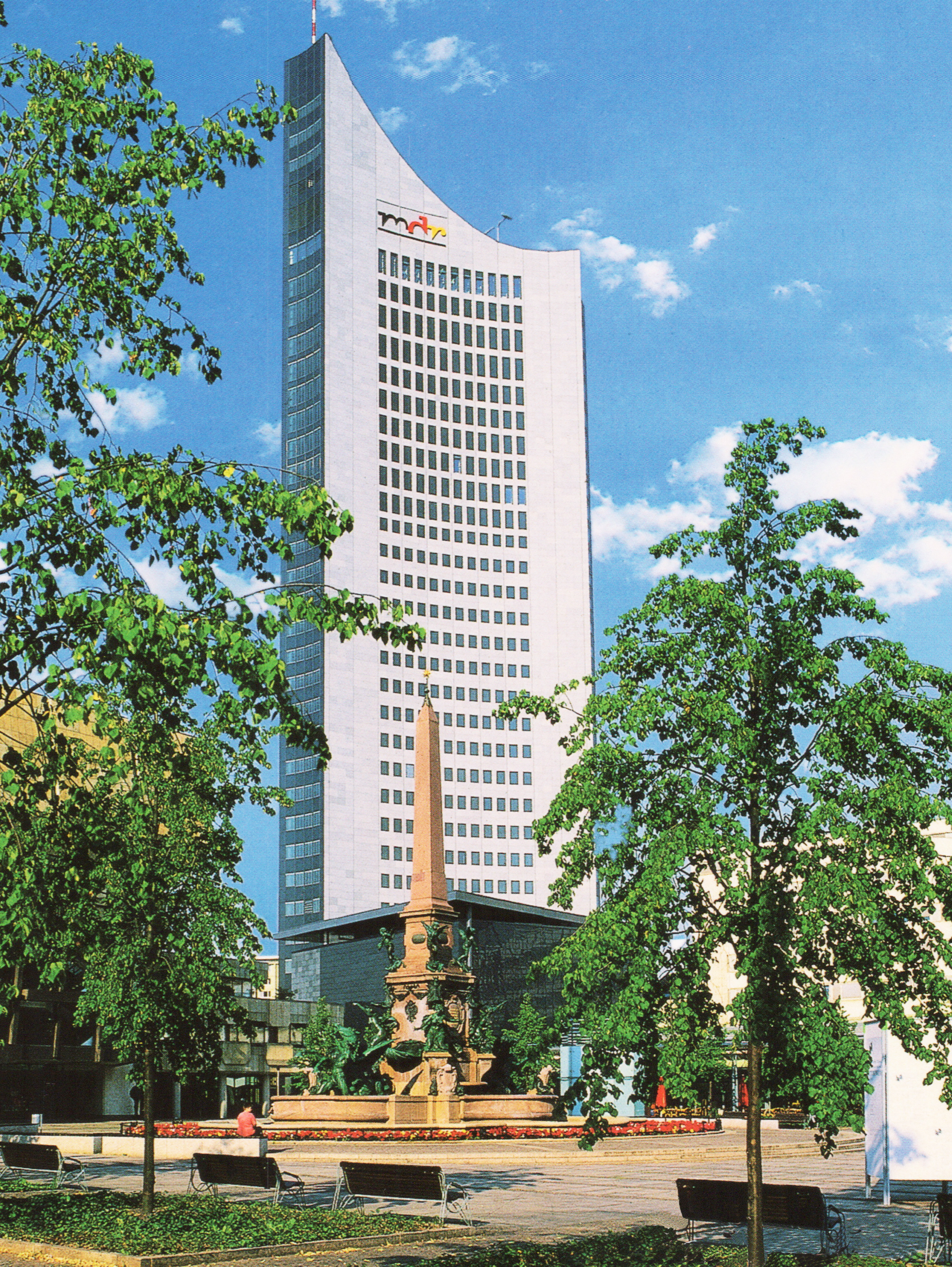
City-Hochhaus (2002)
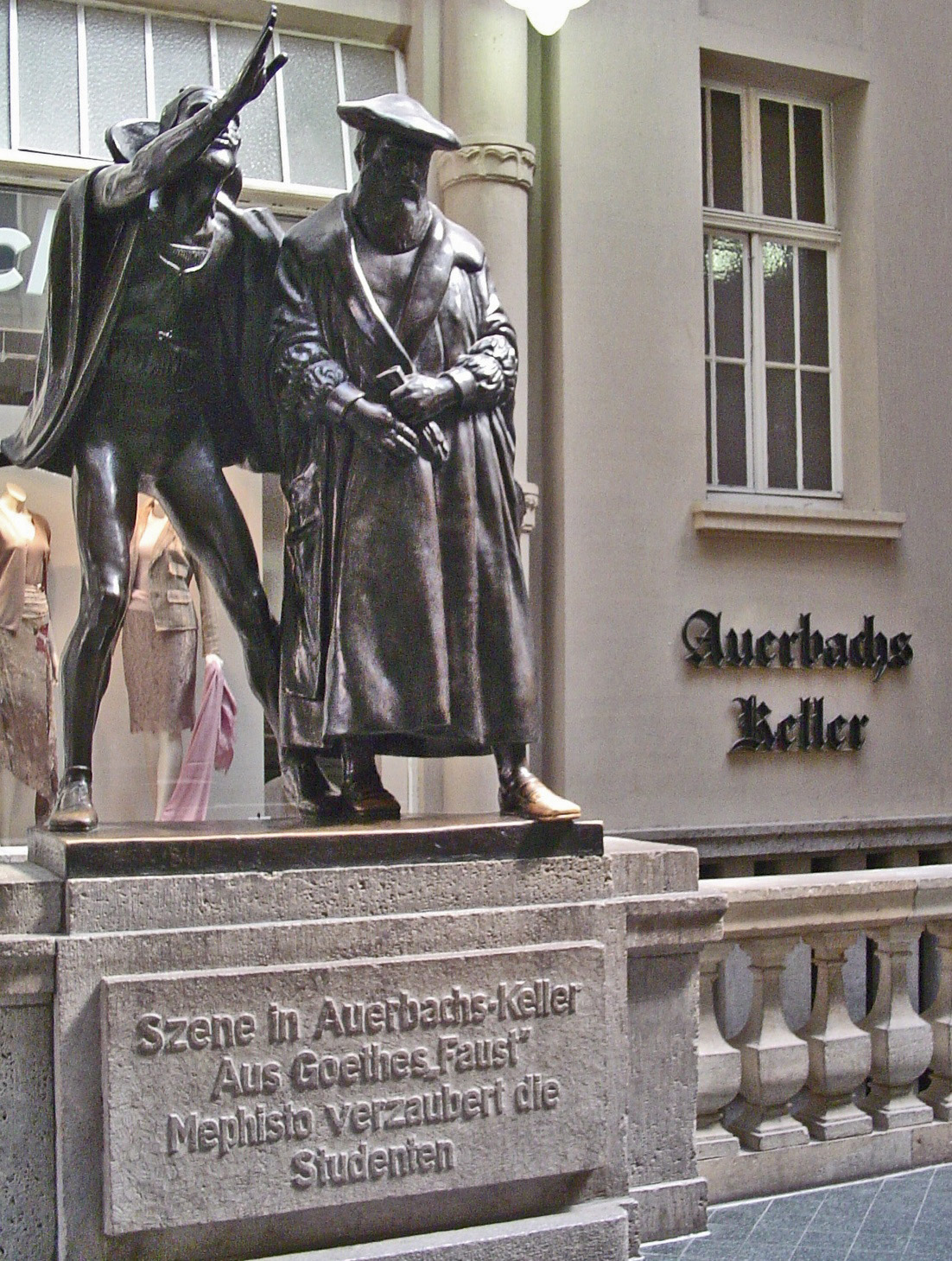
Auerbachs Keller (2017)